# Drosophila reaumurii
Drosophila reaumurii este o specie de muște din genul Drosophila, familia Drosophilidae, descrisă de Dufour în anul 1845.
Este endemică în Franța. Conform Catalogue of Life specia Drosophila reaumurii nu are subspecii cunoscute.